# Moriaphila kuntzeni
Moriaphila kuntzeni är en skalbaggsart som beskrevs av Paul Norbert Schürhoff 1933. Moriaphila kuntzeni ingår i släktet Moriaphila och familjen Cetoniidae. Inga underarter finns listade i Catalogue of Life.